# Карабаш Абдулла
Абдулла Карабаш (рос. Абдулла Карабаш) — кримськотатарський колабораціоніст під час Другої світової війни, командир бойової групи «Крим» Східнотюркського бойового з'єднання СС.
У 1930-х роках закінчив Сімферопольський педінститут, а потім став аспірантом. Працював діловодом у Раді Народних Комісарів (Совнаркомі) Криму. Після нападу німецьких військ на СРСР 22 червня 1941 року залишився в окупованому Криму. З січня 1942 року був агітатором і вербувальником кримських татар у колабораціоністські збройні загони на німецькій службі від Сімферопольського мусульманського комітету.
У травні 1944 року разом з німецькою армією евакуювався до Рейху. В половині. У грудні цього року в ранзі Ваффен-гауптштурмфюрера СС прийняв командування бойовою групою «Крим» у східнотюркському бойовому об'єднанні Ваффен-СС. З березня 1945 року — представник кримських татар у Волготатарському національному комітеті. Його подальша доля після закінчення війни невідома.